# Niewinnomyssk
Niewinnomyssk (ros. Невинномысск) – miasto w Rosji, w Kraju Stawropolskim, na obydwu brzegach rzeki Kubań. Miasto założono w 1825 roku jako fort, uzyskało prawa miejskie w 1939 roku. W 2020 roku liczyło 116 751 mieszkańców.

## Gospodarka
W mieście rozwinął się przemysł chemiczny, elektrotechniczny oraz włókienniczy.

## Wojsko
Miasto jest siedzibą dowództwa i sztabu 37 Samodzielnej Brygady Kolejowej.